# 루이스 디에고 로페스
루이스 디에고 로페스 브레이호(스페인어: Luis Diego López Breijo, 1974년 8월 22일~)는 은퇴한 수비수 출신 우루과이의 전직 축구 선수이자 현 축구 감독이다.

## 수상 경력

### 국가대표팀
- 코파 아메리카: 1995; 1999 준우승